# Castilleja fissifolia
Castilleja fissifolia är en snyltrotsväxtart som beskrevs av Carl von Linné d.y.. Castilleja fissifolia ingår i släktet målarborstar, och familjen snyltrotsväxter. Inga underarter finns listade i Catalogue of Life.